# ابن تيمية (الأب)
هو شهاب الدين أبو المحاسن عبد الحليم بن مجد الدين أبي البركات عبد السلام بن عبد الله الحراني. والد الشيخ ابن تيمية. من كبار أئمة الحنابلة. ولد في حران سنة 627هـ. الموافق 1230. وخرج مع عائلته من حران إلى دمشق عام 667هـ بسبب استيلاء التتار عليها  وكان عمر ابنه الشيخ تقي الدين بن تيمية 6 سنوات. كان يدرس بجامع دمشق وتولى مشيخة دار الحديث السكرية بالقصاعين وبها كان مسكنه. ثم درس ولده الشيخ تقي الدين بها بعده. وتوفي ليلة الأحد سلخ ذي الحجة، الموافق 19 (آذار/مارس) 1284. وحكى المقريزي أنه توفي في السابع والعشرين من ذي الحجة  وعلى كلٍّ فقد توفي عام 682هـ ودفن في مقابر الصوفية بدمشق.